# Ulrich von Hutten
Ulrich von Hutten (Burg Steckelberg, 21 april 1488 - Ufenau, 29 augustus 1523) was een Duits edelman die kritiek uitte op de Katholieke Kerk en aanhanger werd van de lutherse Reformatie.

## Leven

### Jeugd en opleiding

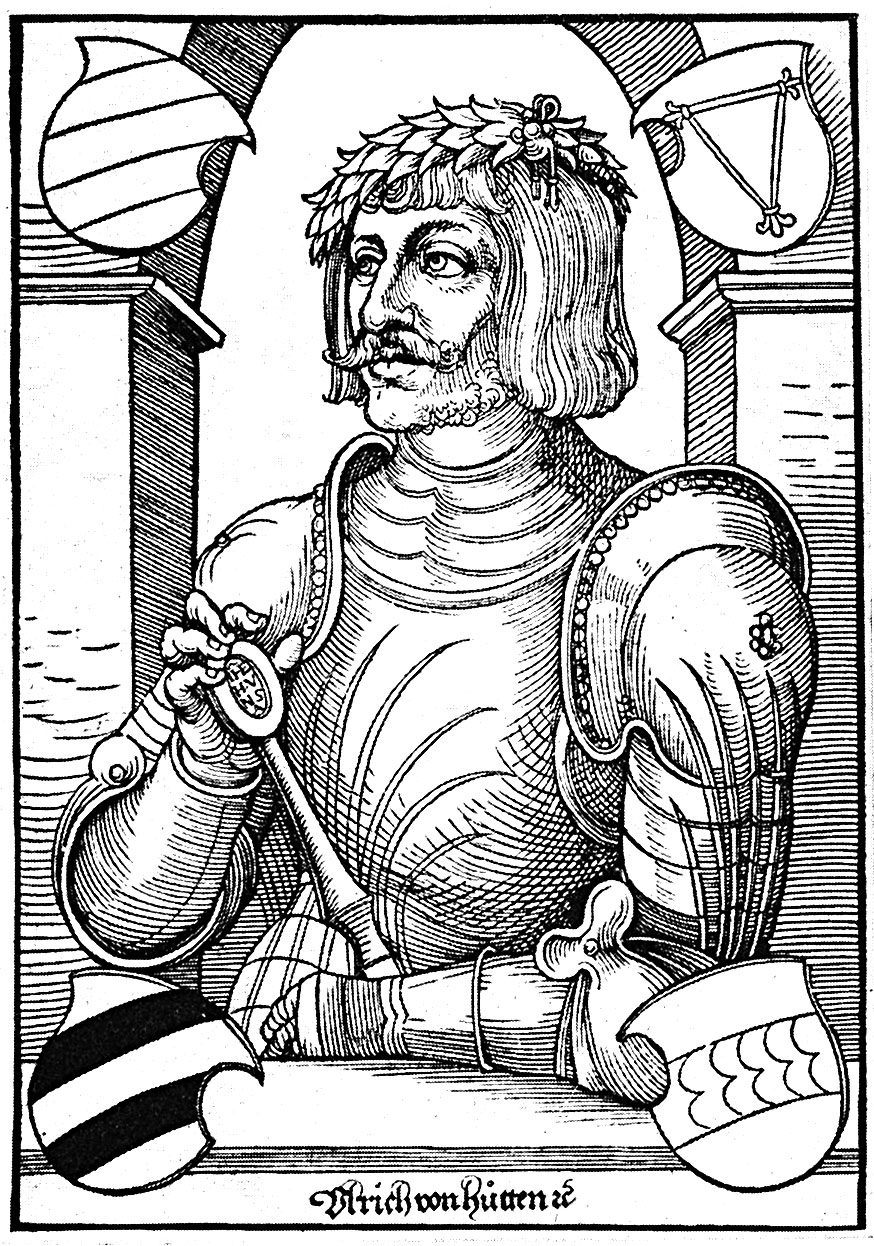
Ulrich von Hutten (door Erhard Schön, ca. 1522)

Ulrich von Hutten werd geboren op 21 april 1488 in Burg Steckelberg in Duitsland als oudste zoon uit een adellijk geslacht. In 1499 wordt de jonge Ulrich dan door zijn ouders naar een abdij van Fulda gestuurd, geheel tegen de traditionele gewoontes in; de oudste zoon was namelijk gewoon als erfgenaam opgevoed te worden en in Von Huttens geval dus als ridder. De reden voor deze afwijking, ligt waarschijnlijk in het feit dat Von Hutten fysiek niet sterk genoeg was om ridder te worden.
In 1505 verlaat Ulrich Von Hutten vroegtijdig zijn kloosteropleiding – hetgeen hem een fikse ruzie met zijn vader opleverde – om een reis te maken langs Duitse universiteiten. Een gericht studiedoel kan hier nauwelijks achter gezeten hebben, gezien het feit dat Von Hutten in de vijf jaren die volgden vele malen van universiteit wisselde. In de periode 1505-1509 studeerde Von Hutten aan de universiteiten van Keulen, Erfurt, Frankfurt, Leipzig en Greifswald. Dit was zeker geen reis zonder problemen; Von Hutten zat geregeld zonder geld en liep bovendien de ziekte syfilis op. In Greifswald werd hij gastvrij opgenomen door de familie Lötze, de vader burgemeester van het stadje en zijn zoon hoogleraar in de rechten aan de plaatselijke universiteit.  Een jaar later willen deze echter weleens wat geld van Von Hutten zien voor hun diensten, maar hij is niet in staat om hen terug te betalen. Vervolgens vlucht hij in januari 1510 naar Rostock, volgens hemzelf met toestemming van Lötze, maar op weg wordt hij door een door Lötze gestuurde bende overvallen en beroofd van al zijn kleding. Aangekomen in Rostock schrijft Von Hutten hierop zijn eerste werk, twee boeken met Latijnse elegieën (querelae) geschreven tegen de familie Lötze.

### Eerste publicaties
In zijn reisperiode is Von Hutten, die zich sterk aangetrokken voelde tot het humanisme, begonnen met het schrijven van poëzie. Zelf zegt hij hierover dat hij een klein dichtbundeltje met zich mee droeg, waarin hij zijn jeugdige werkjes opschreef. De eerste publicaties kreeg Von Hutten via zijn leermeester in Frankfurt en Leipzig, de humanist Rhagius Aesticampianus, die enkele gedichten van Von Hutten opnam in zijn eigen publicaties. Uit deze beginnende periode, waarin Von Hutten zoals het een goed humanist beaamt alleen in het Latijn schreef, stammen de Nemo, een reisverslag, dat Von Hutten in 1509 in Greifswald was begonnen, de eerder genoemde querelae en de arte versificandi, een klein leerdicht over de verskunst.

### Studie in Italië
Op aandringen van zijn vader vertrekt Von Hutten dan in 1512 richting Italië om daar rechten te gaan studeren. Als zijn verblijfplaatsen Pavia en Bologna echter aangevallen worden door zowel Zwitserse als pauselijke legers, vlucht Von Hutten en gaat hij zelfs in dienst in het Duitse leger. Hiervoor tijdelijk terug in Duitsland krijgt Von Hutten in 1514 een post aangeboden in Mainz aan het hof van de nieuwe aartsbisschop, voor wiens installatie hij een gedicht schreef. Als dank hiervoor bood de aartsbisschop hem aan om zijn studie in Italië te financieren en hem daarna een post aan het hof aan te bieden. Zonder hier al te veel zin in te hebben – Von Hutten hield zich liever bezig met humanistische zaken – ging hij hier toch op in en vertrok in 1515 weer richting Italië, om zijn rechtenstudie af te maken. 
In ditzelfde jaar schreef Von Hutten ook zijn eerste brief  aan de beroemde Rotterdamse humanist Desiderius Erasmus, die hij in Mainz had ontmoet. Deze bekendheid met Erasmus deed de reputatie van Von Hutten zeker goed en als hij dan ook in 1517 terugkeert naar Italië, zonder overigens zijn studie afgemaakt te hebben, ontbiedt keizer Maximiliaan I hem en maakt hem tot poeta laureatus, een prestigieuze post vergelijkbaar met de dichter des vaderlands.  

### Reformatie
Met deze prestigieuze titel op zak vertrekt Von Hutten, zoals beloofd, richting Mainz om daar aan het hof te gaan werken. Hier genoot hij ondanks de gebruikelijke verplichtingen toch de vrijheid om zich bezig te houden met schrijven. Deze tijd besteedde hij aan het literair te gronde richten van zijn grote vijand, hertog Ulrich van Württemberg, die Von Huttens oom had gedood.
Hij schreef in deze periode tevens een van zijn bekendste werken, het tweede boek uit de Epistolae Obscurorum Virorum, een reactie op mede-humanist Johannes Reuchlins Epistolae Clarorum Virorum. Von Hutten drijft hierin in de vorm van fictieve brieven van geestelijken de spot met de Katholieke kerk.
Dit werk was voor Von Hutten het begin van het einde. Luther deed eveneens in 1517 de reformatie beginnen en ook Von Hutten zag hier wel heil in. Hij had immers in Italië zelf voor de pauselijke legers moeten vluchten. Hij sloot zich, na vanzelfsprekend gebroken te hebben met zijn katholieke bazen de keizer en de aartsbisschop, in 1520 aan bij mede ridder Franz von Sickingen, die een van de prominentste aanhangers van de reformatie in Duitsland was. Met deze keuze, verspeelde Von Hutten zijn vriendschap met Erasmus; de twee waren het niet eens over hoe de reformatie gestalte moest krijgen en na een serie boze brieven over en weer braken ze in 1520 het contact (Zweig, 2021).

### Laatste jaren

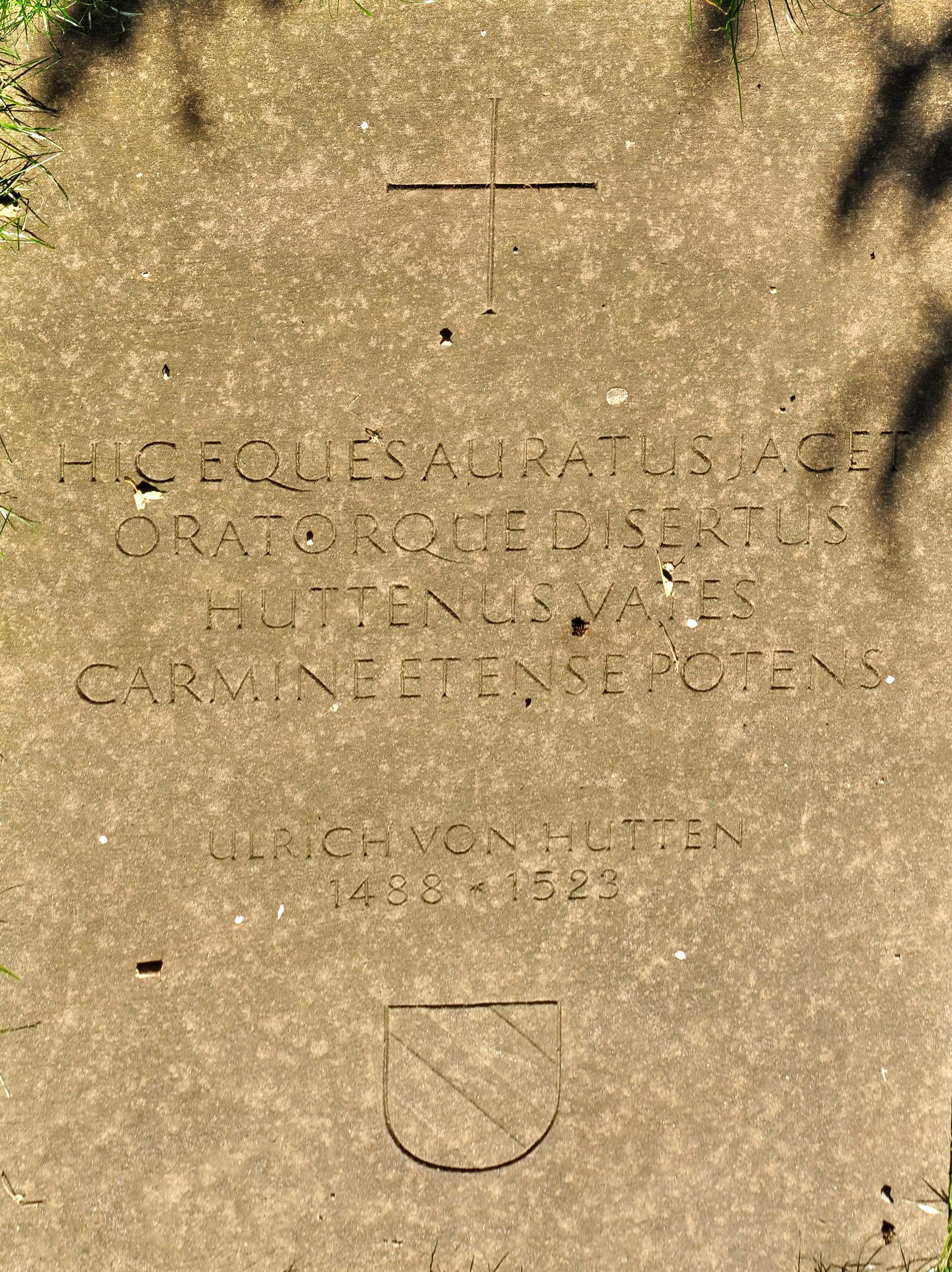
Grafsteen van Ulrich von Hutten in Ufenau

De laatste jaren van zijn leven kreeg Von Hutten steeds meer last van zijn ziekte. Hierover schreef hij in 1519 een boek, Morbus Gallicus, waarin hij de symptomen en zijn leed precies beschreef. Tevens wijdt hij zich in deze jaren aan het schrijven van enkele Duitstalige werken. Ondertussen heeft Von Huttens alliantie met Von Sickingen, evenals zijn bijdrage aan het inmiddels op vele plaatsen verboden Epistolae Obscurorum Virorum een doodsvonnis opgeleverd, waarvoor Von Hutten op de vlucht gaat. Teruggetrokken in Zwitserland sterft Von Hutten dan op 29 augustus 1523 aan de gevolgen van zijn ziekte, zonder enig vermogen en met schulden.

## Werken
In zijn korte leven is Von Hutten niettemin bijzonder productief geweest, zowel in de Latijnse als de Duitse taal. Hieronder een selectie van Von Huttens werken; zie voor een compleet overzicht zie Böckings Index bibliographicus Huttenianus.
- Nemo (1509 / 1510, herzien 1518);
- Querelae (1510); Twee boeken met elegieën, geschreven tegen de familie Lötze, die hem een groot onrecht aangedaan hadden (zie El. 1.2). In deze elegieën maakt Von Hutten veelvuldig gebruik van klassieke auteurs als Ovidius, Propertius en Vergilius.
- De arte versificandi (1511): Een leerdicht over de verskunst.
- Epigrammata (1517): Serie epigrammen opgedragen aan keizer Maximilianus, waarmee Von Hutten, zonder succes, in de gratie van de keizer probeert te komen(1512-1513) evenals losse epigrammen uit de jaren daarna.
- Epistolae Obscurorum Virorum Liber II (1517); Verzameling fictieve, satirische brieven, door een groep humanisten geschreven als reactie op Reuchlins Epistolae Clarorum Virorum. Dit tweede boek, bestaande uit circa 60 brieven, is geheel door Von Hutten geschreven.
- Morbus Gallicus (1519); Een werk waarin Von Hutten zijn ziekte syfilis beschrijft. Vanwege de nauwkeurige beschrijvingen van de symptomen uit het perspectief van de patiënt vooral uit medisch oogpunt erg interessant.

De complete werken van Von Hutten zijn eind 19de eeuw uitgegeven in een kritische editie door E. Böcking. Van sommige, maar lang niet alle, werken bestaat een Duitse vertaling.

## Receptie van Hutten
Von Huttens toevlucht tot Ufenau en zijn laatste dagen werden verteld in een gedicht, geschreven door Conrad Ferdinand Meyer, genaamd Huttens letzte Tage.
Een regel geschreven in Hutten's eerste essay van de in totaal drie, genaamd Invectives, videtis illam spirare libertatis auram, is een inspiratie voor de Stanford-universiteit en tevens het motto: Die Luft der Freiheit weht.